# Jarvis Basnight
Jarvis Basnight, conosciuto anche come Jarvis Matthews (Seattle, 11 marzo 1965), è un ex cestista statunitense, professionista nella CBA e nelle Filippine.

## Palmarès
- 2 volte migliore nella percentuale di tiro CBA (1989, 1990)